# Station Marcelcave
Station Marcelcave is een spoorwegstation in de Franse gemeente Marcelcave.